# Ángeles caídos (novela)
Angeles caídos (1991) es una novela ganadora del Premio Prometheus por los autores de ciencia ficción Larry Niven, Jerry Pournelle, y Michael Flynn publicada por Jim Baen. La novela fue escrita como tributo a los aficionados de ciencia ficción, e incluye muchas de sus figuras bien conocidas, leyendas, y experiencias. También defiende la tecnología moderna y amontona el desprecio sobre sus críticos – el corte de presupuesto de políticos, los ambientalistas marginales y las fuerzas de la ignorancia. Un libro electrónico de este texto fue uno de los primeros puesto a venta por la Biblioteca Pública Baen.
La novela apunta a varios objetivos de burla: Senador William Proxmire, ecologistas radicales y místicos, como un personaje que cree que no se puede morir de frío en la nieve porque el hielo es un cristal y “los cristales son curativos.” También se burla de la ignorancia en el periodismo, lo cual ayuda mucho a los personajes principales (por ejemplo, un “experto”, citado en un artículo de noticias cree que los astronautas deben tener una fuerza sobrehumana, basado en una fotografía de un astronauta delgado manejando equipo de construcción pesado) y la no-realidad basada en la comunidad en general. Varias personas reales son tuckerizadas en el libro en una luz más positiva, incluyendo a muchos admiradores quien hicieron donaciones a la caridad para ese expreso objetivo y un personaje llamado “RMS” (presumiblemente Richard M. Stallman) quien lidera a una red de hackers llamada la Legión del Destino, conectado por una serie de sistemas de BBS de pre Internet.

## Entorno
Ambientado en un futuro cercano, indeterminado (uno de los personajes principales tiene recuerdos de la infancia de la catástrofe del Exxon Valdez) en la que un movimiento ecologista radical, se unió a una coalición de grupos religiosos, ganando el control del gobierno de EE.UU. e imponiendo las leyes luditas draconianas que, en un intento por frenar el calentamiento global, irónicamente, han provocado la mayor catástrofe ambiental de la historia – una edad de hielo que puede llegar a intensificarse en una Tierra de Bola de Nieve.
El proceso exacto es descrito: Las nubes son la condensación de agua. Esto no puede ocurrir sin material particulado en la atmósfera. Las leyes de emisión han eliminado la mayor parte de esto, reduciendo la cubierta de nubes, es decir, el suelo pierde rápidamente calor. Esto, en combinación con la caída de los gases de efecto invernadero ha provocado la aceleración de la edad de hielo existente; ahora perpetuándose como los glaciares tienen un albedo mucho mayor. Como un radical estilo nazi el partido ecologista ahora controla el gobierno de EE.UU., la explicación científica es denunciada como “propaganda de odio a la vida de los tecnófilos”, y la culpa de la edad de hielo, en cambio, solo coloca sobre la sociedad sobreviviente en la órbita. La ciencia ficción Fandom constituye el núcleo de una pro tecnología clandestina en los Estados Unidos, trabajando en conjunto con los movimientos de los Hackers.
Otros tecnólogos fueron acusados por el gobierno de perseguir “la ciencia materialista” fueron removidos de sus puestos de trabajo y forzados a la clandestinidad, donde ellos eran generalmente incapaces de seguir su trabajo. Esta aversión iracunda de la tecnología ha causado el derrumbamiento de la economía y la carencia de educación y la complicidad de los medios de comunicación ha dejado a la mayoría de la población crédula y fácilmente manipulable. Los Verdes han estado en el poder de la mayoría de las vidas de los personajes.
Como los glaciares rápidamente avanzan al Sur, Canadá y al norte de los Estados Unidos son casi destruidos. Cerca del borde de los glaciares, en las Ciudades Gemelas, sistemas barbáricos feudales surgen como el gobierno federal y el derrumbamiento de los mercados, dejando la violencia y la enfermedad a su paso. En órbita, Mir y la Estación Espacial Libertad sobreviven en tándem con una colonia lunar, pero sin el apoyo de la Tierra. La ciudad de Winnipeg es la última gran avanzada de la civilización de Canadá, calentado y habitable debido a la inmensa cantidad de energía solar trasmitida desde las estaciones espaciales.

## Resumen de la trama

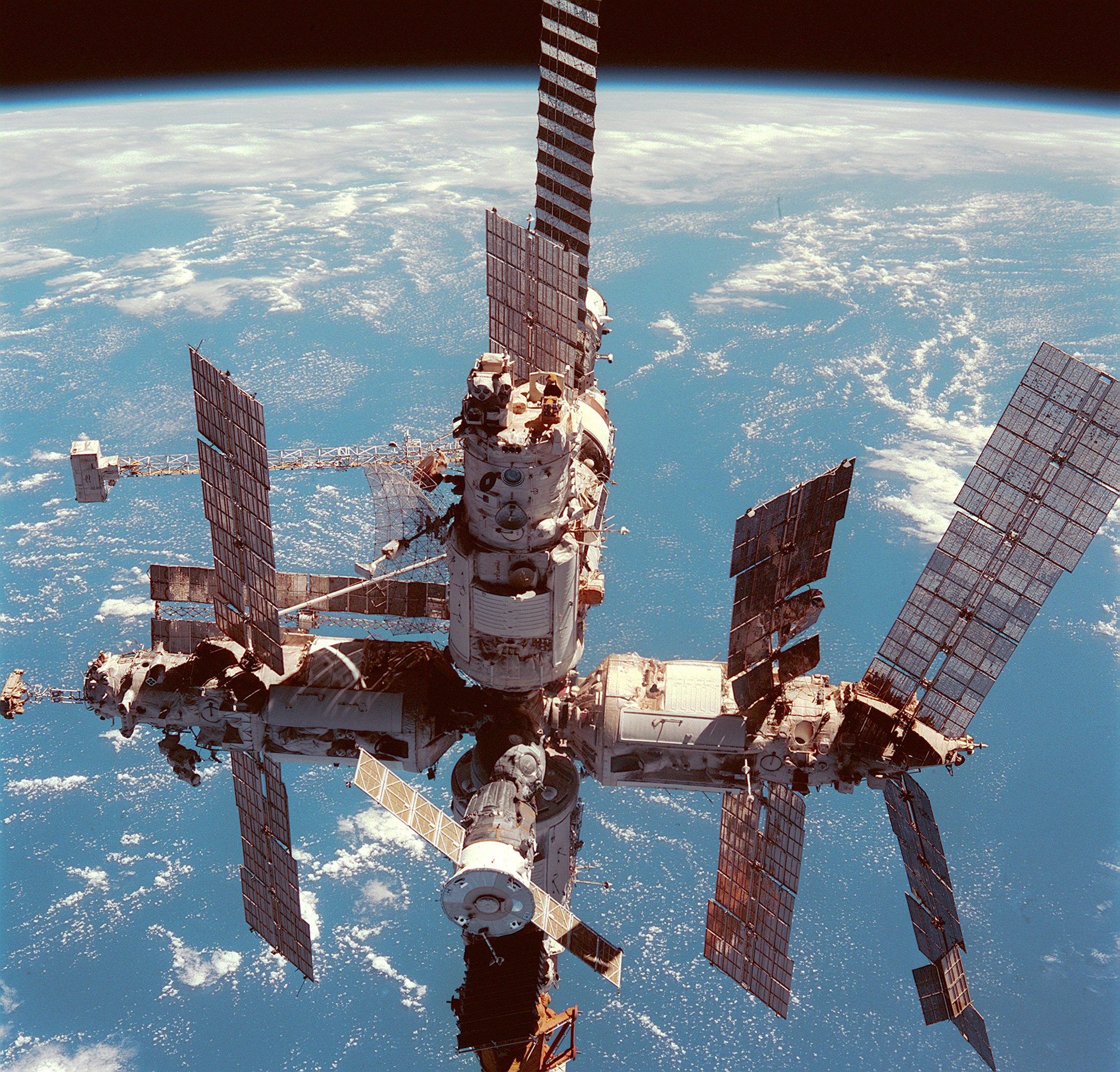
La estación espacial rusa Mir aparece como telón de fondo sobre el planeta Tierra azul y blanco en esta fotografía de rango medio registrada durante el último vuelo de los miembros de la flota de transbordadores de la NASA.

Los astronautas de la sociedad orbital volaron un scramjet (Estatorreactor de combustión supersónica) modificado, rediseñado para la cosecha de nitrógeno de la atmósfera de la Tierra. Como la política del Gobierno declara que estos buques son responsables de la edad de hielo, el estatorreactor es derribado con misiles tierra-aire. El piloto y el copiloto, un estadounidense nacido en la Tierra llamado Alex MacLeod y un ruso-norteamericano nacido en el espacio llamado Gordon Tanner, se ven obligados a estrellarse con la tierra en Canadá en la cima de los glaciares.
Al enterarse de esto, el fan oculto se embarca en una misión de rescate – un grupo de fanes viajaron al norte a través de Dakotas para rescatarlos antes de que puedan ser aprehendidos por el Gobierno. Al llegar a las Dakotas, como la camioneta no es capaz de atravesar los glaciares debieron viajar una gran parte a pie. Sin embargo, tienen una gran ventaja sobre sus enemigos del gobierno – su relación con la estación espacial les proporciona habilidades superiores de navegación, y tras la caída de la sociedad científica, los Fuerza Aérea de los Estados Unidos no tiene acceso a satélites de reconocimiento. Ellos son capaces de llegar a la nave derribada mucho antes que la Fuerza Aérea de los Estados Unidos.
Ayudan a su fuga en una manera similar. Aunque los Ángeles sean incapaces de andar debido a su exceso de exposición a la ingravidez y deben arrastrar detrás de ellos sobre trineos, el rayo de transmisión de poder microondas reservado para Winnipeg que es desviado para calentar a los viajeros que regresan al sur en su furgoneta. Además, una tribu de pueblos nómadas esquimales comparte provisiones con ellos en agradecimiento por el calor proporcionado por el rayo microondas.
Al llegar finalmente a su furgoneta, los fanes escapan a una pequeña estafa de ciencia ficción de aproximadamente 50 fanes en una mansión de propiedad de uno de los suyos. Una vez allí, uno de los fanes toma el papel de entrenador personal para enseñar los métodos de los Ángeles de adaptarse a la gravedad de la Tierra incluyendo diversas asanas de Yoga. En la estafa, los fanes idean un plan atrevido – antes de que los Verdes subieran al poder, uno del Consejo de Administración del Museo Metropolitano de Boston con el nombre de Ron Cole supuestamente restauró al cohete Titán II. Este cohete todavía existe en el Museo de Ciencia e Industria en Chicago. Los fanes y los Ángeles dejan Chicago justo momentos antes de que la mansión sea asaltada por la policía Verde.
El viaje a Chicago le da al lector una descripción brutal de la vida estadounidense, sin la tecnología básica. Una tormenta obliga a los fanes a refugiarse en un pueblo granjero – donde al menos muere una persona en cada tormenta por falta del aceite del calentador. Enganchando un aventón en un lote de queso tiene a los fanes capturados por los habitantes feudales de Milwaukee quienes están quemando el exceso de casas en la ciudad por el calor. Se ha intercambiado la comida con licor luz de la luna y obliga al grupo a la esclavitud para pagar una serie de falsas “multas”. Solo la ayuda de un miembro fan entre sus captores les permite seguir a Chicago.
En el momento en que han llegado a Chicago, sus esperanzas son aplastadas. El cohete es una ruina que se descompone, y Cole es una sombra de sí mismo debido a la invasión “reeducación” tratamientos. Sin embargo, Cole es capaz de ponerlos en otro camino – una construcción privada de una etapa a la órbita de la nave espacial en la Base Aérea Edwards, disfrazado por el método sencillo y eficaz de su diseñador, Gary Hudson, declarando no funcional.